# Tram van Tallinn
De Tram van Tallinn is het enige trambedrijf in Estland. Samen met de Trolleybus van Tallinn is zij de ruggengraat van het openbaar vervoer in de hoofdstad Tallinn. Het tramnet bestaat uit vier lijnen met een lijnlengte van 39 kilometer. De Tram van Tallinn wordt bereden met wagens van de Typen Tatra KT4 en KT6. Bij de laatste betreft het voormalige KT4, die met een lagevloer-middenbak verlengd werden. Alle lijnen ontmoeten elkaar op de gemeenschappelijke halte Hobujaama in de binnenstad.
De Tram van Tallinn wordt, met de trolleybus en het stedelijke autobusverkeer, door het gemeentelijk vervoerbedrijf Tallinna Linnatranspordi AS geëxploiteerd. Dit kwam voort op 19 juli 2012 uit het vorige bedrijf Tallinna Trammi- ja Trollibussikoondise AS (TTTK).

## Geschiedenis
De eerste paardentram in het toenmalige Reval werd in 1888 geopend. Het net met een spoorwijdte van 1067 millimeter (kaapspoor) werd met Belgische trams bereden en omvatte de straten Narva maantee, Pärnu maantee en Tartu maantee. In 1902 bedroeg de totaallengte van het paardentramnet 7,24 kilometer.
In 1915 werd door de plaatselijke onderneming een stoomtramlijn aangelegd, om de arbeiders naar de fabrieken te vervoeren. Het betrof een enkelsporige lijn van de binnenstad naar de wijk Kopli. Deze had een spoorwijdte van 1524 millimeter (Russisch breedspoor), omdat deze ook voor het goederenverkeer naar de haven gebruikt werd. Ingezet werden gebruikte stoomtrams uit Sint-Petersburg, die later verbouwd werden met verbrandingsmotoren.
Tijdens de Eerste Wereldoorlog werd het paardentrambedrijf in 1918 stilgelegd, alleen de stoomtram naar Kopli bleef rijden. Op 13 mei 1921 ging de tram weer rijden, de voormalige paardentrams waren nu echter uitgerust met benzinemotoren.
Op 28 oktober 1925 begon op de straat Narva maantee het elektrische trambedrijf. De lijn werd met 600 volt gelijkstroom geëlektrificeerd. In 1931 werd de lijn naar Kopli ook op kaapspoor omgebouwd. Vanaf dit moment werd deze lijn alleen nog met benzinetrams bereden.
Tot 1940 bedroeg de lijnlengte 13,4 kilometer. In 1951 werd de lijn naar Kopli dubbelsporig uitgebouwd en twee jaar later met het overige tramnet verbonden. In 1954 werd na een driejarige bouwtijd de remise aan de straat Vana-Lõuna in gebruik genomen. Een jaar later werd de lijn in de straat Tartu maantee naar Ülemiste verlengd.

## Lijnen
- Lijn 1: Kopli ↔ Kadriorg, verbindt het bedrijvengebied Kopli (stadsdeel Põhja-Tallinn), gelegen op het gelijknamige schiereiland in het noorden van de stad, met de woonwijk Kadriorg in de binnenstad. Lijn 1 berijdt op een gedeelte het oudste tramtraject van Tallinn.
- Lijn 2: Kopli ↔ Suur-Paala, verbindt Kopli met Ülemiste (in het zuiden van Lasnamäe, het grootste stadsdeel van Tallinn).
- Lijn 3: Tondi ↔ Kadriorg, verbindt de woonwijk in het stadsdeel Kristiine met Kadriorg.
- Lijn 4: Tondi ↔ Lennujaam, verbindt de woonwijk Tondi met Luchthaven Tallinn in Ülemiste.

Een tijd lang verkeerde er ook nog een lijn 5, die Tondi met Kopli verbond.

## Tramwagens
De eerste elektrische motorwagens werden met onderdelen uit Duitsland en Zweden in een fabriek in Tallinn gebouwd. In 1940 waren er 54 tramwagens aanwezig, waarvan 20 elektrische motorwagens, negen benzinetrams en 28 bijwagens.
Tussen 1955 en 1964 werden bij de Gothaer Waggonfabrik 50 elektrische motorwagens en 50 bijwagens van het type Gotha aangeschaft. Tussen 1965 en 1967 werden nog 50 gelede wagens van het type Gotha G4 aangeschaft. De inzet van de Gotha G4 eindigde in 1988.
Na 1973 werden alle trams aangeschaft bij de Tsjecho-Slowaakse fabriek ČKD Tatra. Tot 1990 werden 60 wagen van het type Tatra T4 en 73 van het type Tatra KT4 verworven. Tot 2007 kwamen er nog gebruikte KT4 bij van Duitse trambedrijven: 13 wagens van de Tram van Gera, zes wagens van de Tram van Cottbus, een wagen van de Tram van Frankfurt (Oder) en 16 wagens van de Tram van Erfurt. De inzet van Tatrawagens type T4 eindigde in 2005. In 2001 begon de verlenging van de Tatra KT4 met een lagevloer middenbak tot het type KT6.
Ter vernieuwing van het wagenpark werd een contract met de Spaanse fabrikant CAF gesloten, voor de levering van totaal 20 nieuwe lagevloertrams. De eerste exemplaren komen eind 2014 in Tallinn aan. Voorts zijn er plannen om het trolleybusverkeer (sinds 1965) als derde vervoerstype op middellange termijn op te geven ten gunste van een verder uitgebreid tramnet.

## Fotogalerij

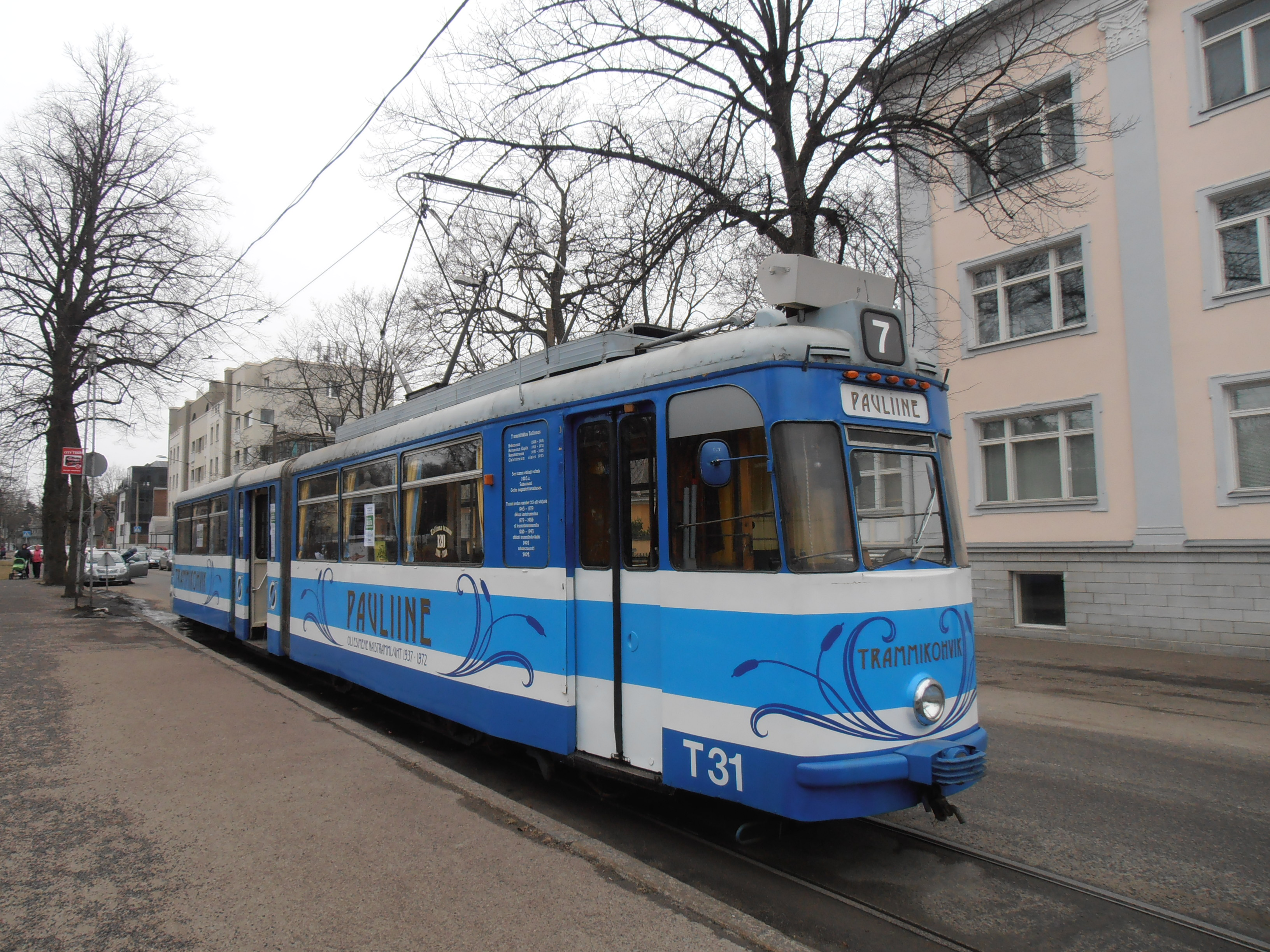
Gotha-tram type G4-61 uit 1967, nu partytram T31 Pauline
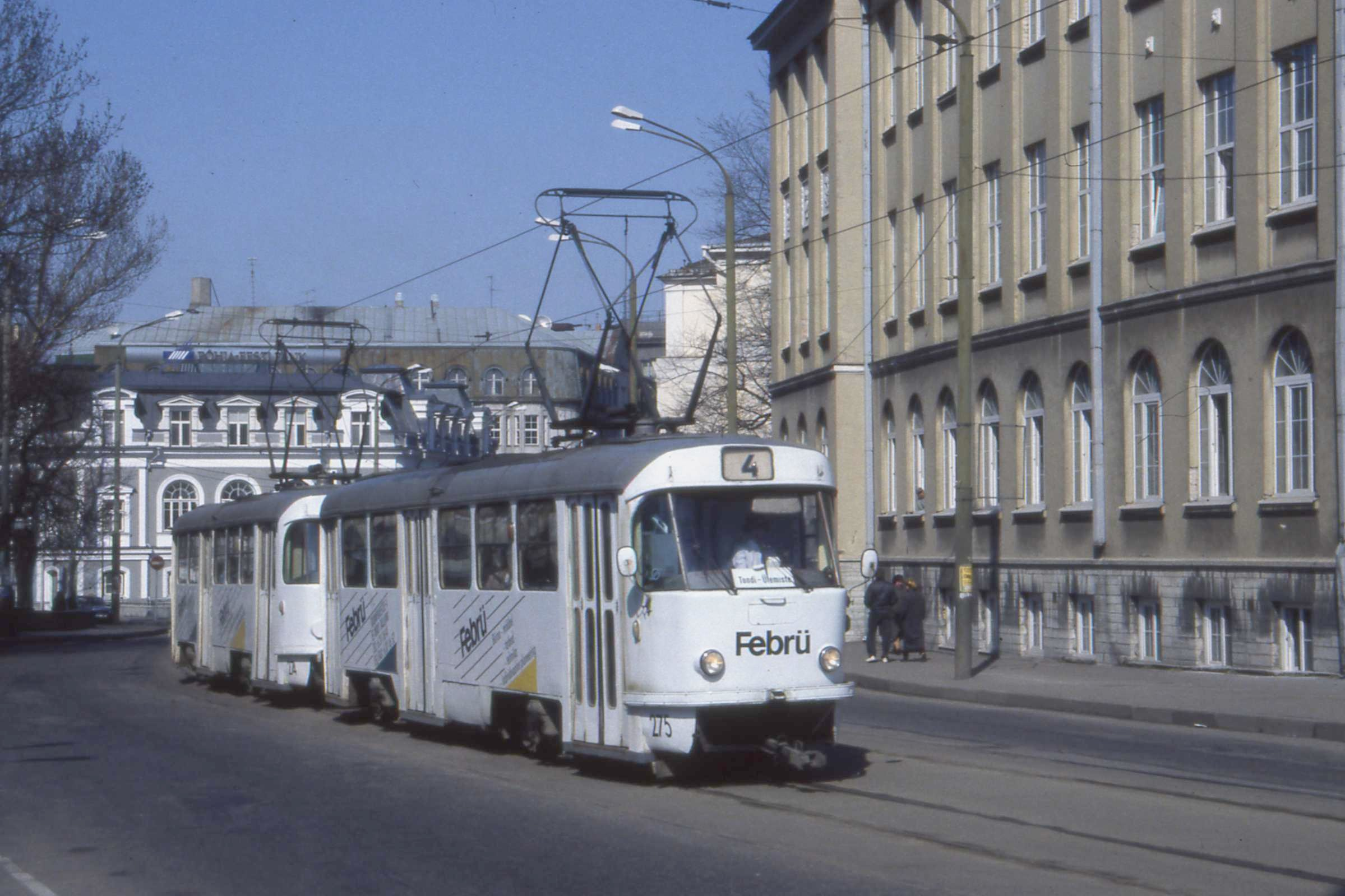
Twee Tatra T4SU trams; 1996.
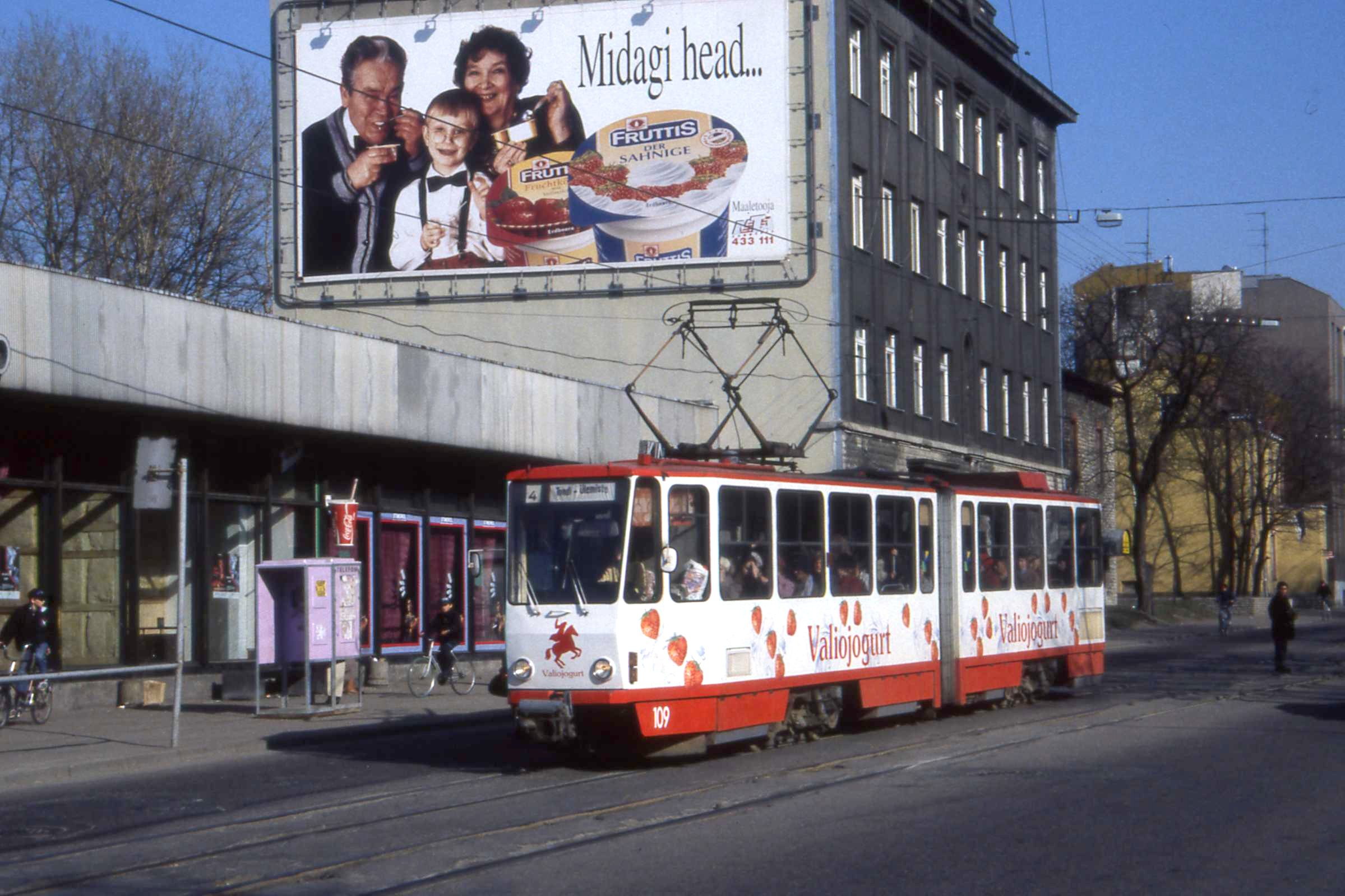
Tatra KT4; 1996.
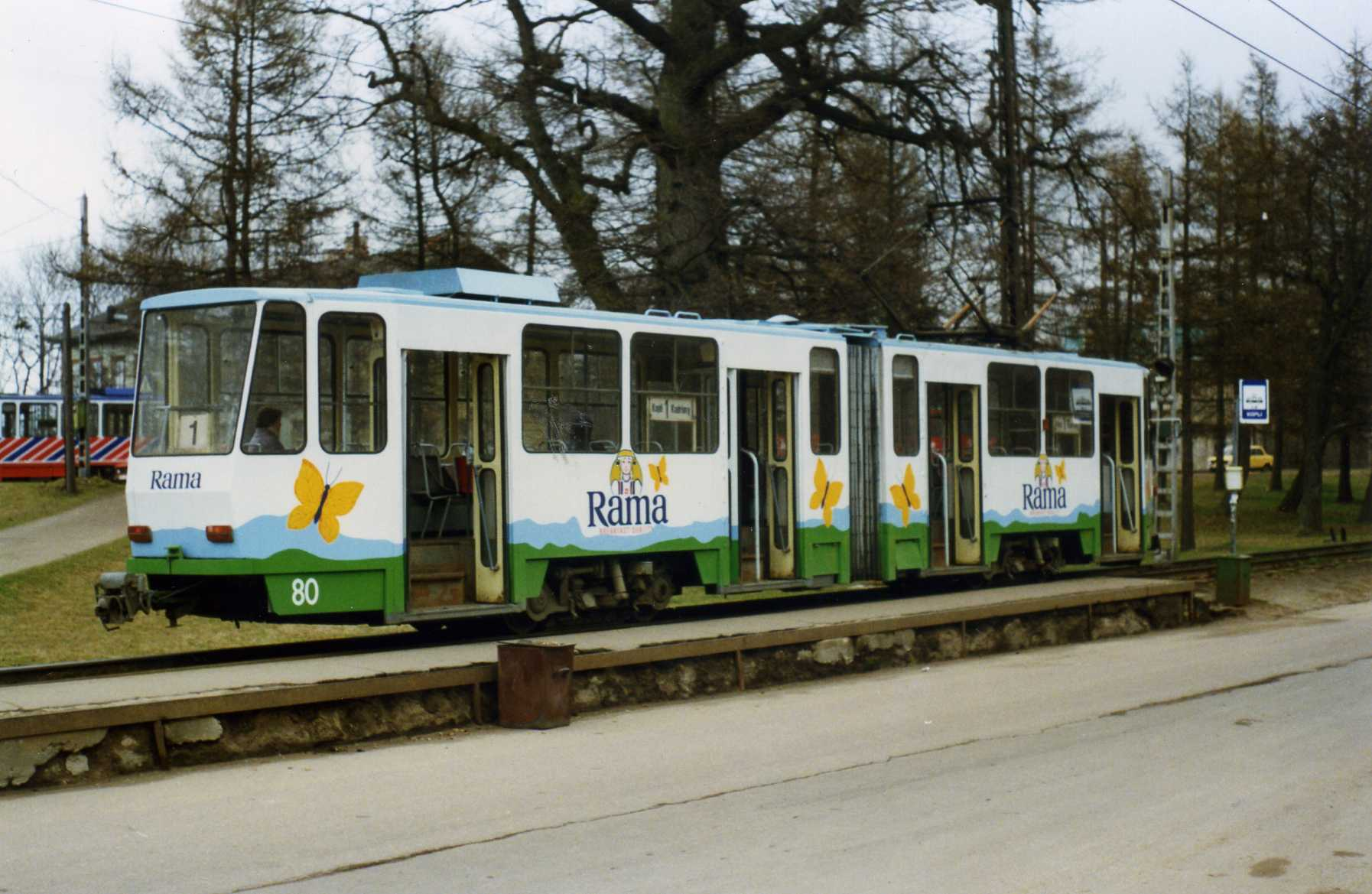
Tatra KT4; 1996.
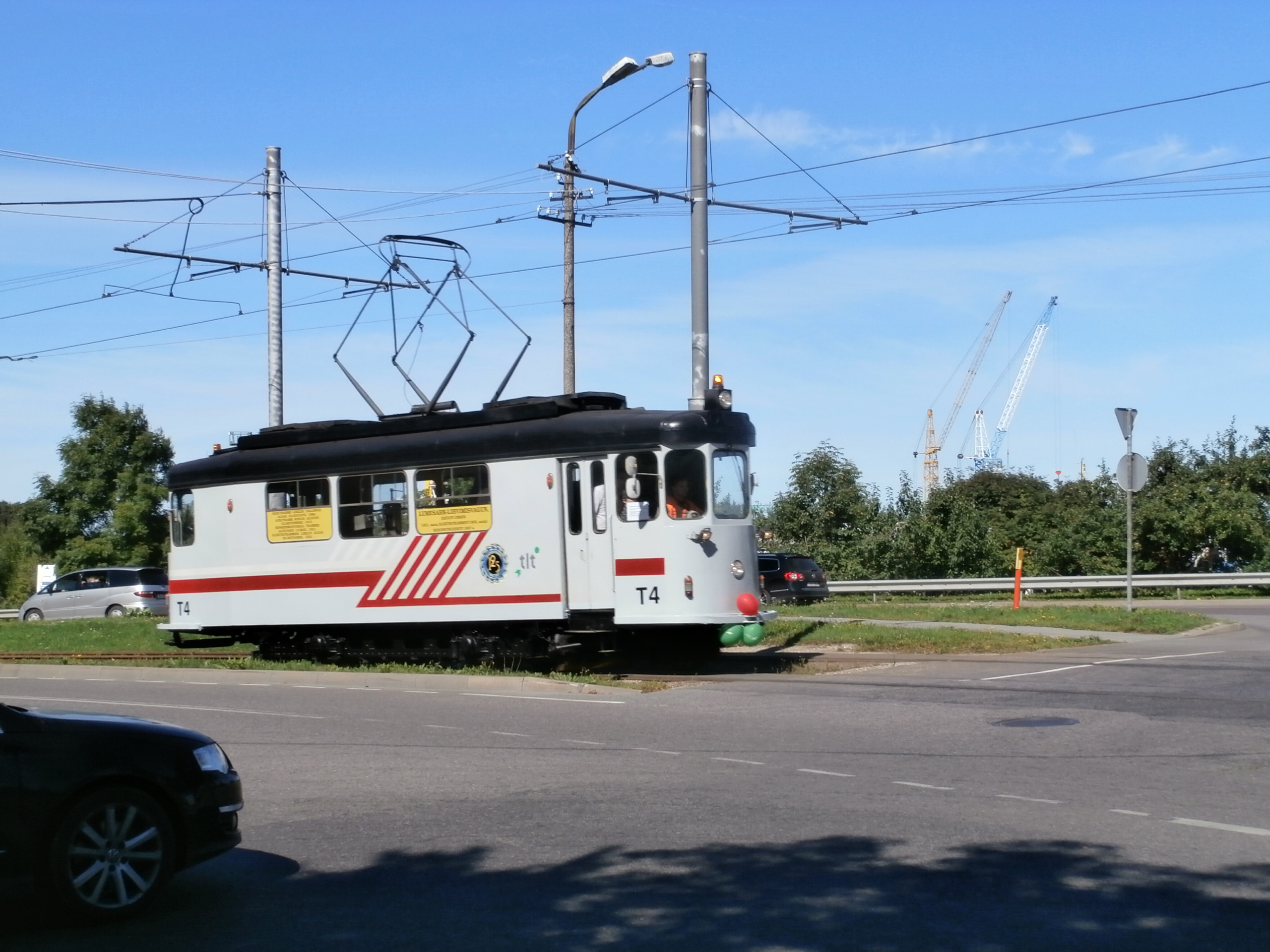
Werkwagen T4; 2013.
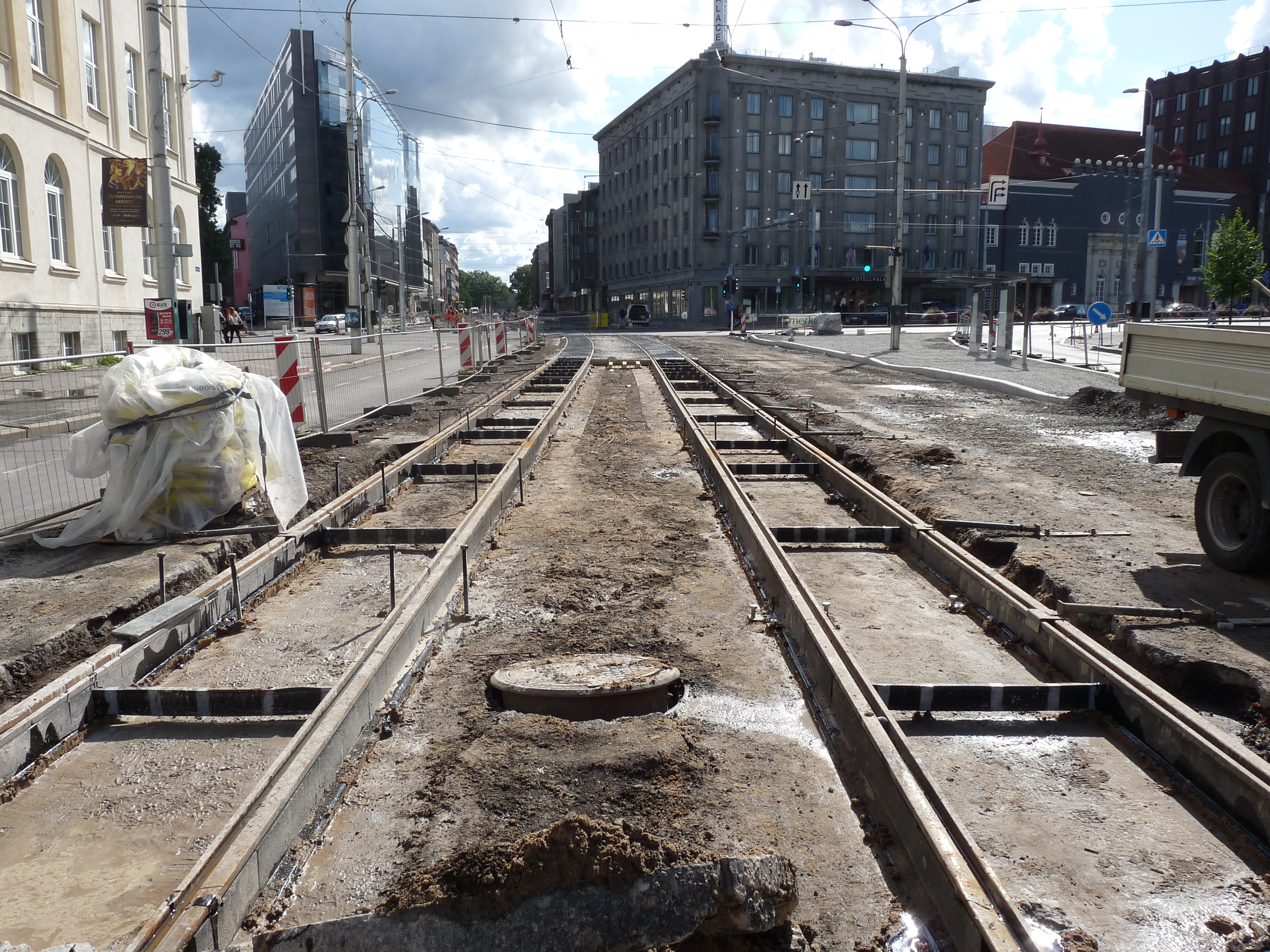
Spoorvernieuwing; 2014.
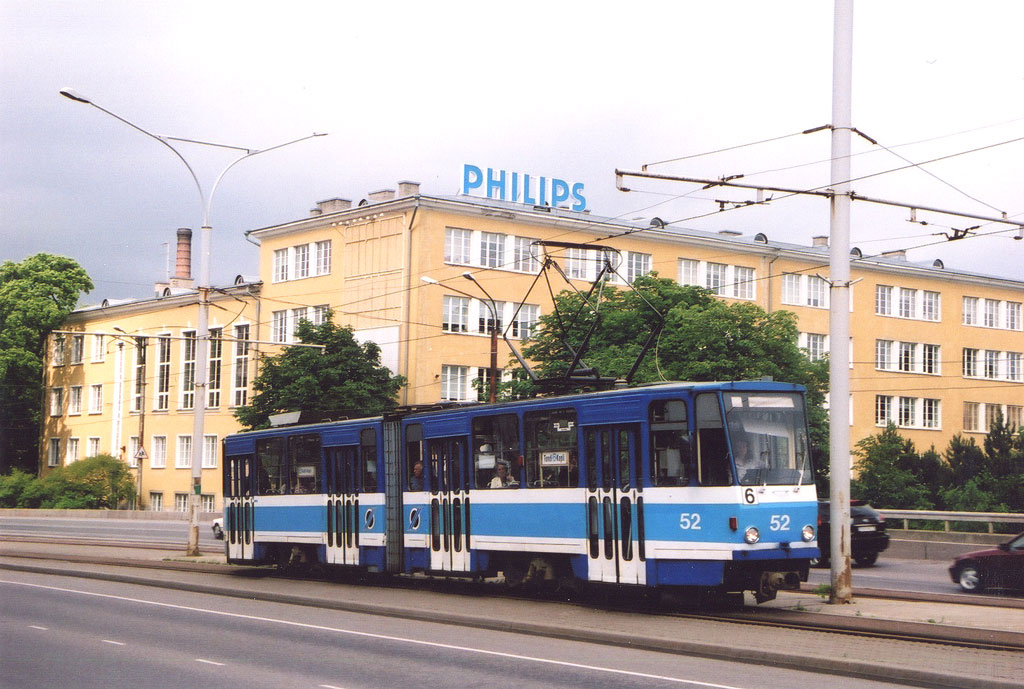
Tatra KT4; 2006.
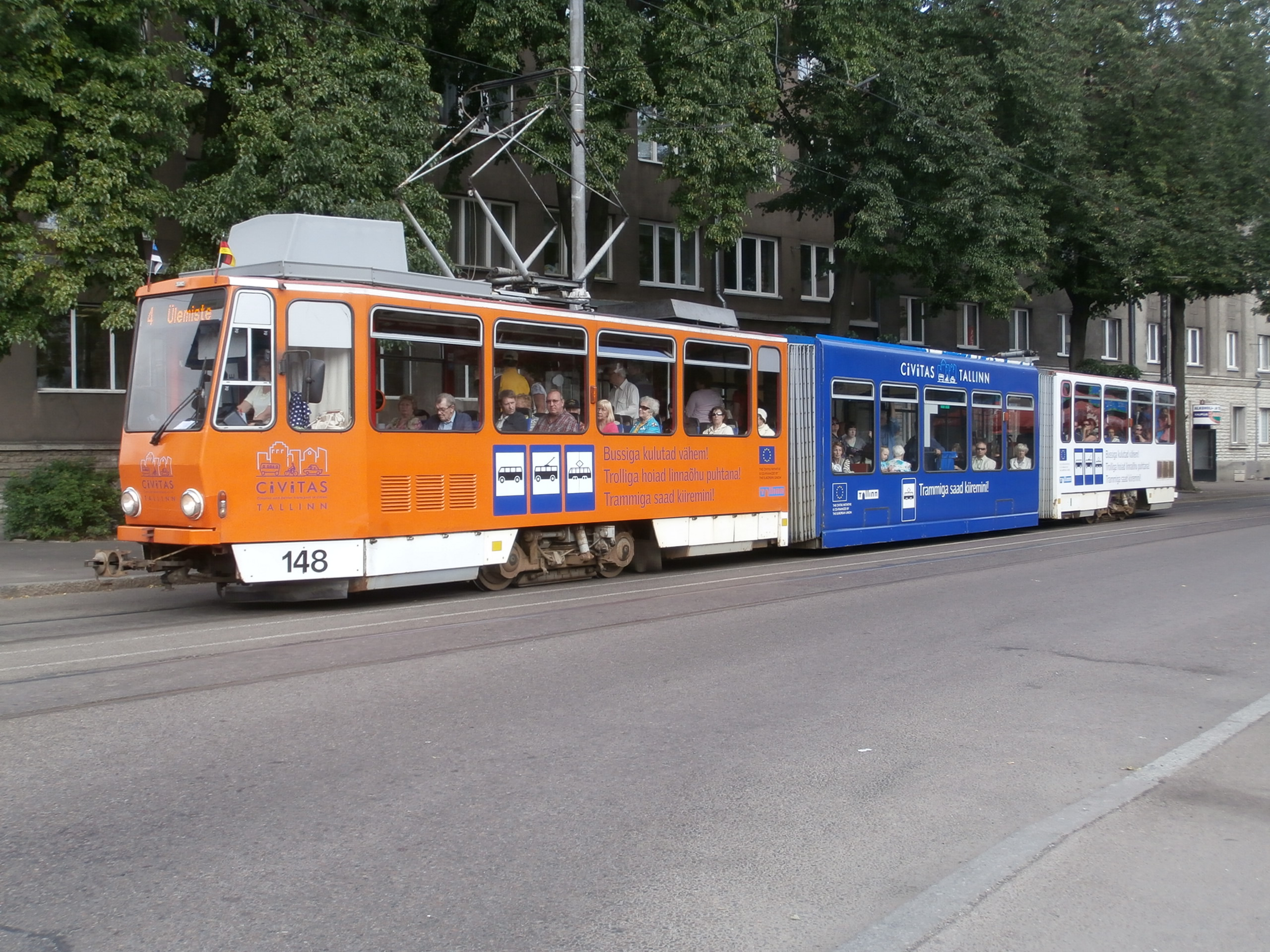
Tatra KT6, verlengd met lagevloer-middenbak; 2013.
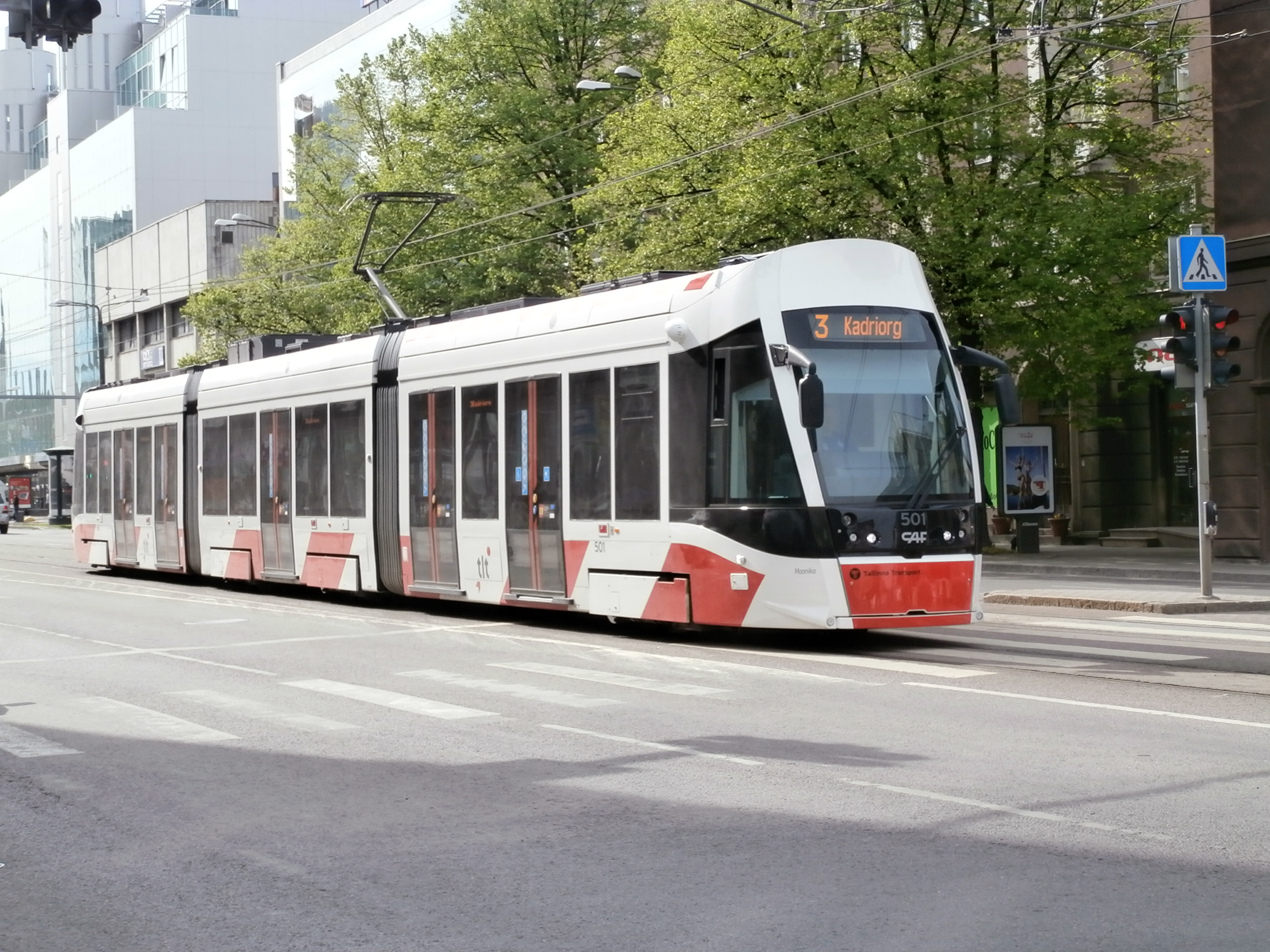
CAF Urbos lagevloertram; 2015
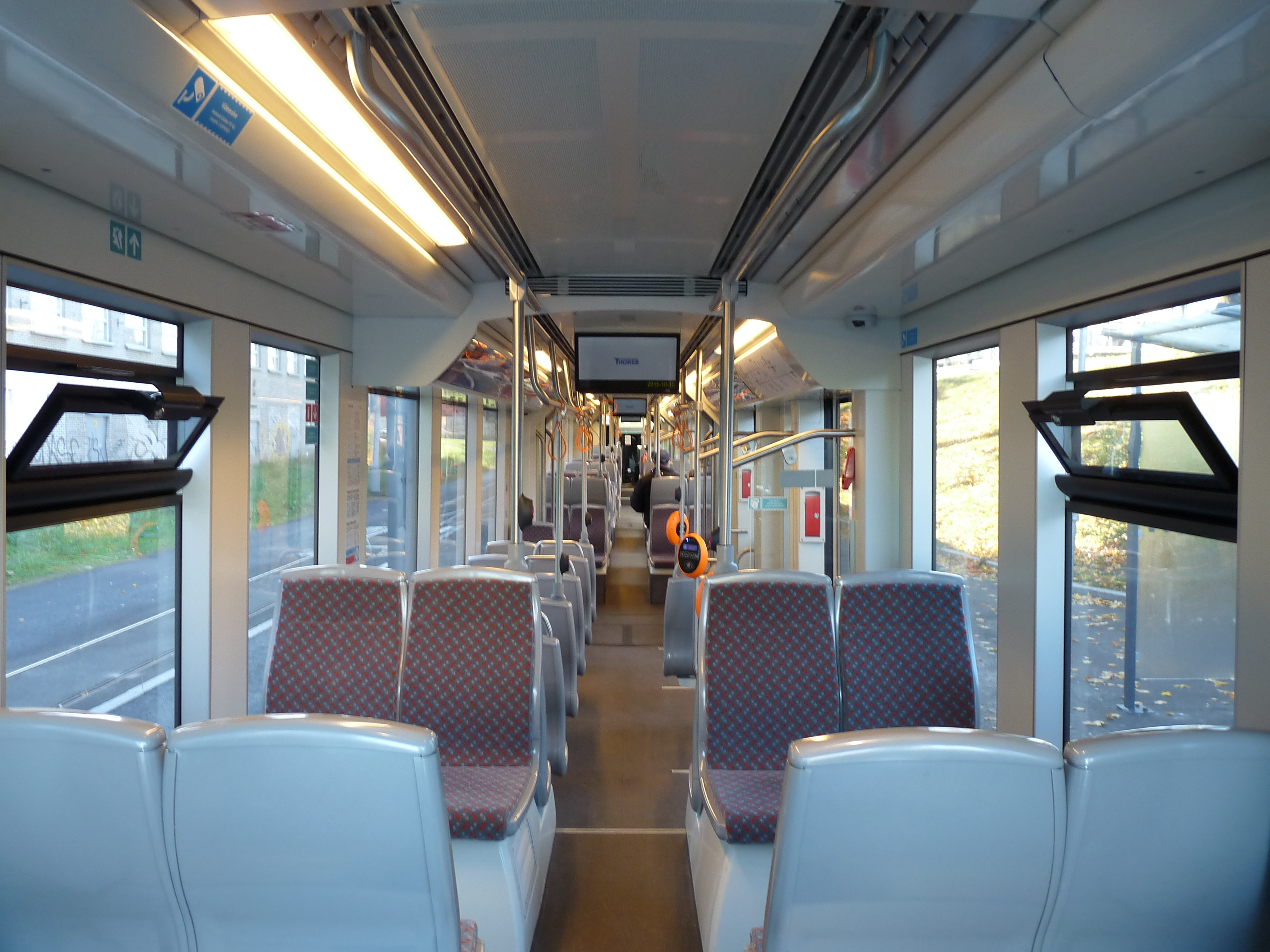
Interieur CAF-tram